# 真正カルナ
真正 カルナ（しんしょう かるな、1968年2月19日 - ）はアメリカ合衆国ハワイ州出身の元CNNのアンカー。NHKの衛星放送で海外向け番組「Today's JAPAN」にキャスターとして登場し、端整な容姿と流暢な英語での進行で人気を博した。

## 略歴
- 1968年 ハワイ大学大学院で留学していた両親の元に生まれ、13歳までホノルルで暮らす。
- 1986年 アメリカンスクール卒業。上智大学外国語学部入学。
- 1989年 上智大学卒業（政治学専攻）。在学中からNHK衛星第1「Today's JAPAN」などのキャスターを務める[1]。
- 1992年 コロンビア大学国際公共政策大学院修士課程進学。NHKニューヨーク事務所で働く。
- 1994年-1996年 同大学院修了後、シンガポールで Asia Business News（現 CNBC Asia）のアンカー及びレポーターを務める。
- 1996年 日本に戻りフリーランスとなりNHKの外務省とのテレビプロジェクトに携わる。
- 1997年 6月 CNN東京代理支局のチーフ及び通信員となる。
- 1999年 3月 CNNインターナショナルに入り、同年12月アジア・テレビジョン・アワード(Asian TV Awards) で"Highly Commended News Presenter/Anchor"と称される 。
- 1999年 CNNIホンコン支局の「CNN This Morning, Asia edition」のアンカーとなる[2][3][4][5]。
- 2002年 男児Justinを出産。「ちゃんぽん」というアメリカンスクールの同窓生を中心とした掲示板に寄稿やチャットで参加する[6]。

## プロフィール
兄弟はいない。父・襄は若い時にクラシック音楽DJをしていたが、後に浦和短期大学名誉教授、母・節子は共立女子大学教授。祖父は富山県の浄土真宗の住職。名前の「カルナ」はサンスクリット（梵語）で「愛と慈悲」。身長168cm。いわゆるバイリンガルで日本語・英語とも堪能であるが、日本語には苦手意識がある。コロンビア大学国際公共政策大学院(School of International and Public Affairs)の修士号を持つ。夫はアメリカの外交官。東京の同窓生クリスマスパーティで知り合い、1年間共にコロンビア大学で学ぶ。

## 担当番組
- NHK：「Today's JAPAN」、「Japan Weekly」、「Japanscope」、「Asia Business Now」、「Good Morning Japan」
- Asia Business News：「Breakfast Briefing」、「Trading Day」、「Money Talks」、「Asian Market Digest」、「South Asia Report」、「Asian Wall Street Journal on Air」、「World Market Outlook」、「Over Asia」
- CNNI：「Asia Tonight」、「Asian Edition」